# آنتونی اسکریب
آنتونی اسکریب (انگلیسی: Anthony Scribe؛ زادهٔ ۱ ژانویهٔ ۱۹۸۸) بازیکن فوتبال اهل فرانسه است.
از باشگاه‌هایی که در آن بازی کرده‌است می‌توان به باشگاه فوتبال آژاکسیو و باشگاه ورزشی مون‌پلیه اشاره کرد.
وی همچنین در تیم ملی فوتبال زیر ۱۷ سال فرانسه بازی کرده‌است.